# Drešinja vas
Drešinja vas este o localitate din comuna Žalec, Slovenia, cu o populație de 263 de locuitori.